# Coupe d'Italie de football 1940-1941
Navigation
Coupe d'Italie 1939-1940 Coupe d'Italie 1941-1942
La Coupe d'Italie de football 1940-1941, est la 8e édition de la Coupe d'Italie.
Venise remporte son premier titre, la première finale se soldant par un match nul, un match d'appui était nécessaire. Venise s'impose 1 à 0 contre la Roma à Bologne.

## Tours préliminaires
Plusieurs matchs sont joués lors des tours préliminaires. Seuls sont indiqués ici les résultats à partir des demi-finales.

## Phase finale
En cas d'égalité un match d'appui est disputé.
|  | Demi-finales | Demi-finales | Demi-finales | Demi-finales |         |         | Finale | Finale | Finale | Finale |
|  |              |              |              |              |         |         |        |        |        |        |
|  |              |              |              |              |         |         |        |        |        |        |
|  | Torino       | Torino       | 1            | 0            |         |         |        |        |        |        |
|  | Torino       | Torino       | 1            | 0            |         |         |        |        |        |        |
|  | AS Rome      | AS Rome      | 1            | 1            |         |         |        |        |        |        |
|  | AS Rome      | AS Rome      | 1            | 1            | AS Rome | AS Rome | 3      | 0      |        |        |
|  |              |              |              |              | AS Rome | AS Rome | 3      | 0      |        |        |
|  |              |              | Venise       | Venise       | 3       | 1       |        |        |        |        |
|  | Venise       | Venise       | Venise       | Venise       | 3       | 1       | 3      | -      |        |        |
|  | Venise       | Venise       |              |              |         |         |        | -      |        |        |
|  | Lazio        | Lazio        | 1            | -            |         |         |        |        |        |        |
|  | Lazio        | Lazio        | 1            | -            |         |         |        |        |        |        |

Légende des couleurs
- Qualification pour la finale
- Vainqueur